# Жак Анкетил
Жак Анкетил (фр. Jacques Anquetil; Мон Сент Ењан, 8. јануар 1934 — Руан, 18. новембар 1987) бивши је француски професионални бициклиста у периоду од 1953. до 1969. године. Анктил је петоструки победник Тур де Франса, а двапут је освојио Ђиро д’Италију. Освајањем Вуелта а Еспање постао је први возач који је освојио све три гранд тур трке. Био је изузетан хронометраш, због чега је добио надимак „Господин Хроно” (фр. Monsieur Chrono). Девет пута је освајао трку Гран при десет нација, која је била незванично светско првенство у вожњи на хронометар.

## Детињство и аматерска каријера
Анктил је рођен у Мон Сент Ењану, где је живио са родитељима Ернестом и Маријом и братом Филипом. Године 1941. његов отац је одбио да ради за Немце, те му је посао пресушио. Остали чланови породице бавили су се пољопривредом (гајили су јагоде), па им се Анктилов отац придружио. Преселили су се у село Борге. Анктил је први бицикл добио са четири године и возио га је двапут дневно, по километар и по. Са 17 година је добио прву дозволу за вожњу бицикла и остао је у бициклизму цео живот.
Радио је у фабрици у Сотевилу за 50 франака дневно, али је напустио после 26 дана због неспоразума са шефом око слободног времена за тренинге. Као аматер, победио је на 16 трка, а прву победу остварио је на трци Морис Латур, 3. маја 1951. године.
Године 1952. освојио је национално првенство за аматере и првенство Нормандије за аматере. Анктил је на Летњим олимпијским играма 1952. освојио бронзану медаљу у екипном хронометру.

## Професионална каријера
Импресиониран Анктиловом вожњом на Олимпијским играма, Френсис Пелисје га је позвао да вози за тим Перле — као полупрофесионалац, за 30 хиљада старих франака. Анктил је пристао. Године 1953. узео је учешће на трци Гран при десет нација, хронометру дугом 142 km. Победио је и са 19 година је постао незванични светски шампион. Победа је задовољила Пелисјеа, али га није убедила. Исте године освојио је трку Ла Манш и хронометар у Лугану. Пелисје је потом 1954. на Гран прију десет нација возио свој ауто иза Швајцарца Хуга Коблета, а не иза Анктила. То се није свидело Анктилу и када је победио Коблета послао је букет цвећа Пелисјеовој жени, у знак најдубљег саучешћа.. На Гран прију десет нација Анктил је учествовао девет пута и никад није био побеђен.
Године 1954. Анктил је почео двогодишње служење војног рока, али није напуштао бициклизам. Исте године освојио је етапу на Париз—Ници и трку у Лугану, док је 1955. остварио седам победа. Године 1956. освојио је национално првенство на писти, трке у Каену, Женеви и Нанту. У јуну му је наређено да сруши рекорд у вожњи на сат. Договорио се да половину награде да војсци, а половину мајки убијеног војника у Алжиру. Први покушај на Велодрому у Милану није прошао добро, а три дана касније — 29. јуна 1956. — Анктил је срушио рекорд Фауста Копија. 11 година касније, 1967. Анктил је опет срушио рекорд, али му није признат јер није хтео да уради допинг тест одмах говорећи да ће га урадити касније у хотелу.
Анктил је 1957. године освојио трке у Алжиру, Женеви, Лангону, Шест дана Париза, трку Хуј у Лијежу и трку Париз—Ница, а затим је добио позив из националног тима да вози Тур де Франс. Анктил га је прихватио и освојио је свој први Тур. Завршио је скоро пет минута испред осталих, уз четири етапне победе. Године 1958, освојио је Шест дана Париза, трку Виљареала, Четири дана Данкека, етапу на Париз—Ници и Гран при десет нација. Завршио је други на трофеју Барачи, а Тур де Франс је морао да напусти током 21. етапе.
Године 1959. освојио је трку у Лугану, Женеви и четири дана Данкека. Возио је по први пут Ђиро д’Италију и освојио друго место, уз једну етапну победу. Тур де Франс је завршио на трећем месту, али је извиждан на последњој етапи — на Парку принчева — јер су он и остали пустили да победи Федерико Баамонтес а не Анри Англад. Француски тим је био подељен јер је Англада заступао агент Роџер Пил, а остале Данијел Дусет. Пошто Анктил и остали нису могли да победе Англада, пустили су Баамонтеса да освоји Тур јер је Баамонтес био мали возач и његова победа није била толико значајна за касније сезоне.
Године 1960. освојио је Ђиро д’Италију, а одлучио је да не вози Тур де Франс. Осим Ђира, освојио је трку у Лугану, етапу на Туру Романдије и неколико трка по француској.
Године 1961. освојио је трку у Каену, Тулону, Париз—Ницу, Критеријум антарнасјонал и етапу на Туру Романдије. На Ђиро д’Италији је завршио на другом месту. Вратио се на Тур де Франс и освојио га, уз две етапне победе. Године 1962. је освојио свој трећи Тур де Франс, чиме се изједначио са Филипом Тисом и Луизоном Бобеом.
Године 1963. освојио је Критеријум антарнасјонал, Критеријум Дофине, Париз—Ницу и Вуелта а Еспању, пре Тур де Франса. На Туру, Анктил је победио на четири етапе. При врху брда Анктил је имао техничких проблема и из тимског аута су му дали бицикл погодан за спуст, што је био добар потез, јер је Анктил престигао Баамонтеса на спусту и узео му лидерску позицију коју је сачувао до краја и освојио четврти Тур (тадашњи рекорд).
Године 1964. освојио је Гент—Вевелгем и Ђиро д’Италију. На Тур де Франсу водио је велику бобру са Ремоном Пулидором. Њихова борба је постала историјска. На успону, њих двојица су возили један поред другог, на измаку снага. Анктил је отпао тек на 500 метара до циља и изгубио само 14 секунди; на крају је освојио Тур са 55 секунди испред Пулидора. То је био његов рекордни, пети али и последњи Тур.
Године 1965. освојио је трку Араса, Лугана, Критеријум Дофине, Бордо—Париз, Критеријум антарнасјонал, Париз—Ницу, Гран при десет нација и по први пут Трофеј Барачи (хронометар на коме су возила по двојица возача). Анктил је био узнемирен због чињенице да је у јавности више похвала и више симпатија освојио Пулидор јер је победио на успону, а не он који је освојио Тур. Жеминиани га је притискао да вози Критеријум Дофине, а наредног дана и најдужи класик на свету — Бордо—Париз дуг 557 km. То је требало да реши недоумице око тога ко је најбољи. Анктил је освојио Критеријум Дофине, који се завршио у три сата ујутру, а након два сата интервјуа отишао је за Бордо. Анктил је потом освојио 57 секунди испред Жана Стабленског.
Године 1966. освојио је Ђиро Сардиније, Лијеж—Бастоњ—Лијеж и Париз—Ницу. На светском првенству завршио је други, а са Тур де Франса се због лошег здравља повукао током 19. етапе. Освојио је Гран при десет нација девети и последњи пут.
Године 1967. освојио је трку у Оксеру, Критеријум антарнасјонал и Вуелта Каталонију. Следеће године победио је на неколико мањих трка у Француској, а 1969. освојио Тур Баскијске земље, што му је била последња велика победа у каријери. Последњу победу остварио је на трци Флер де Л’Орн.

## Ривалство са Пулидором
Анктил и Пулидор су водили борбу неколико година. Анктил је побеђивао, а Пулидор постајао све популарнији. Поделе између њихових навијача су биле велике, а једну је испричао и Пјер Шани: „Тур де Франс носи највећу кривицу за поделу земље. У најмањем сеоцету, чак и породице су биле у два ривалска кампа. Знам човека који је зграбио своју жену и ставио је да седи на решетки загрејане пећи, са подигнутом сукњом, јер је навијала за Анктила а он за Пулидора. Жена је постала ’пулидориста’, али било је касно — муж се окренуо Ђимондију.”

## Допинг
Анктил је користио допинг и то није крио. У својој расправи са француским министром, на телевизији је изјавио да само будала може мислити да се Бордо—Париз може возити само са водом. Он и остали возачи возе по хладном времену, киши, сунцу, и имају право да третирају себе како желе. У једној изјави рекао је да сви користе допинг средства. Допинг тестова није било до смрти Тома Симпсона на Тур де Франсу 1967. године. Анктил је одбио да уради допинг тест након обарања рекорда у вожњи на сат времена исте године јер није хтео да га ради пред публиком већ касније у хотелу.

## Крај каријере и смрт
Каријеру је завршио 1969. године. Последњу трку није возио у Француској него у Антверпену (у Белгији), јер је и даље био очајан јер су више волели Пулидора него њега. Почео је да ради као фармер. Био је и дописник за француски лист Лекип, консултант за канал Европа 1, а касније директор трке Париз—Ница и Тур Медитерана у Канади, те спортски директор Француског тима на светском првенству.
Након завршетка каријере, возио је бицикл само три пута, истакавши да је већ возио довољно. Возио је гран при у Ници, где су старији возачи возили са тренутним бициклистима. Возио је са пријатељем у Нормандији и са ћерком на њеном рођендану. То су била једина три пута да је возио након 1969. године.
Умро је од рака желуца 1987. у сну, а од те године — њему у част — Венсенски велодром се зове „Велодром Жак Анктил”.

## Рекорди
Жак Анктил је први успео да оствари следеће резултате:
- Први бициклиста који је освојио 5 пута Тур де Франс
- Први француски бициклиста који је победио на Ђиро д’Италији
- Први француски бициклиста који је носио жуту мајицу на Туру од првог до последњег дана 1961. године
- Први бициклиста који је освојио све три гранд тур трке, победом на Вуелта а Еспањи 1963. године

### Цитирана библиографија
- Anquetil, Jacques (1966). En brûlant les étapes. Paris : Calmann-Lévy (Mayenne, impr. Floch), 1966. Приступљено 26. 11. 2016.
- Cazeneuve, Thierry; Chany, Pierre (2011). La fabuleuse histoire du Tour de France. Paris: La Martinière. ISBN 978-2-7324-4792-6. Приступљено 26. 11. 2016.
- Ollivier, Jean-Paul (2003). Sélection du "Reader's digest". Paris: La Martinière. ISBN 978-2-7098-1422-5. Архивирано из оригинала 27. 11. 2016. г. Приступљено 26. 11. 2016.